# Bukelismo
El término Bukelismo se utiliza de manera no oficial para describir la orientación y las políticas públicas implementadas por el gobierno de Nayib Bukele en la República de El Salvador. Diversos medios de comunicación, analistas y actores políticos emplean este término para referirse a un modelo que combina un Estado fuerte, una postura pragmática en política económica y un marcado rechazo a la clásica división entre capitalismo y socialismo.

## Definición y orígenes
La expresión Bukelismo comenzó a aparecer en la cobertura mediática salvadoreña, tiempo después de la presentación del Plan Control Territorial, una de las primeras estrategias de seguridad del Gobierno de Bukele, cuyo objetivo declarado era reducir los elevados índices de criminalidad que sufría el país al iniciar su gestión.
A medida que se fueron implementando otras acciones —como la implementación de tecnología en el sector público o la introducción del bitcoin como activo del Estado—, ciertos observadores comenzaron a describir el conjunto de estas acciones como una doctrina política en ciernes. Sin embargo, aún no existe consenso académico sobre un corpus ideológico formal denominado de tal manera.

## Características atribuidas

### Estado fuerte

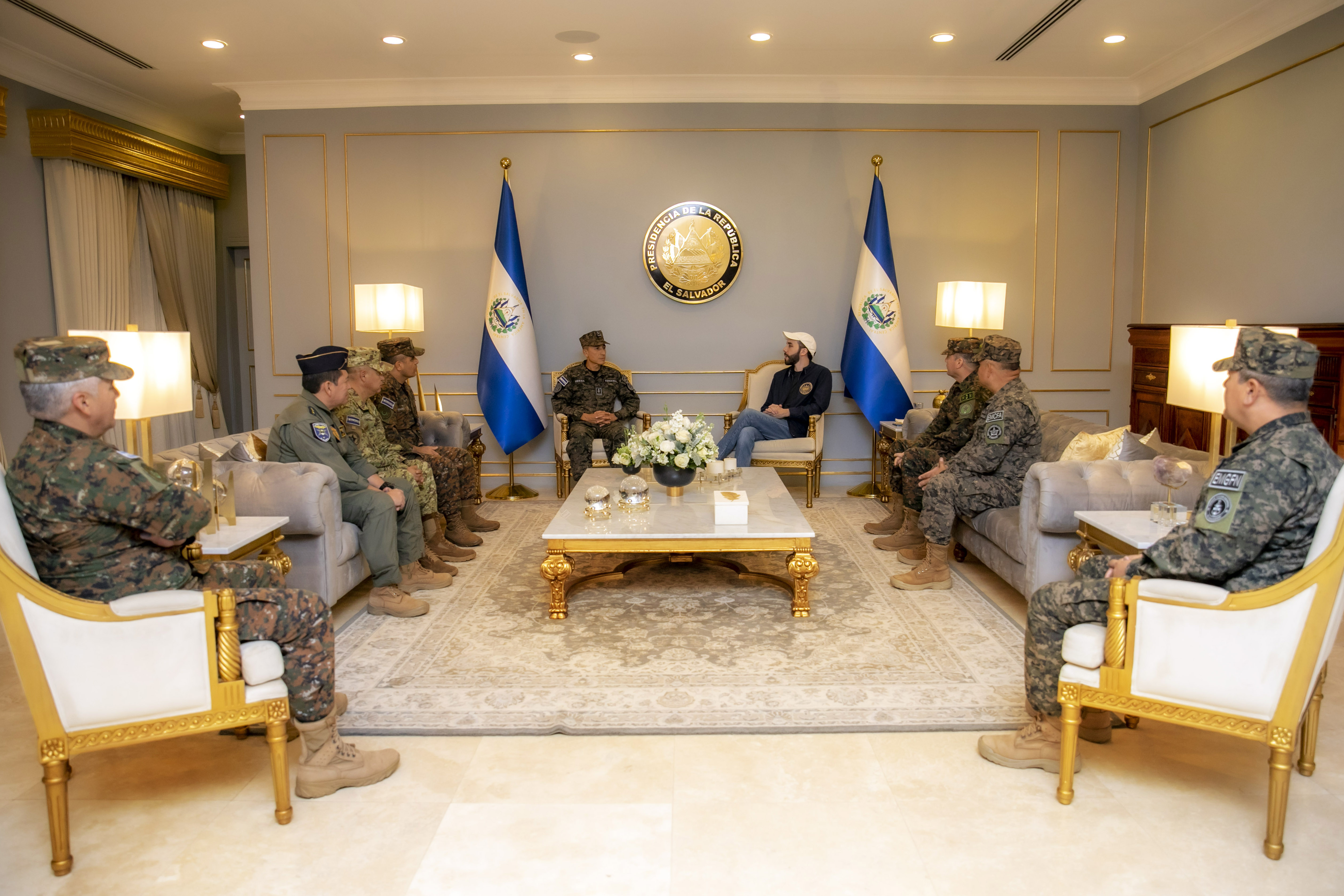
Nayib Bukele durante una reunión de seguridad en 2023.

Uno de los rasgos más destacados que plantea el Bukelismo es la apuesta por un Estado fuerte, con capacidad para proteger a los ciudadanos frente a grupos de poder político, organizaciones delictivas, potencias extranjeras y cualquier otra entidad que pueda poner en riesgo los intereses políticos, culturales y económicos de la nación. Este enfoque se ha visto reflejado, entre otros ejemplos, con la adopción de medidas excepcionales contra el crimen organizado, en que el Estado ha impuesto el orden en las calles.
Bukele ha dicho que una política de seguridad firme es necesaria para salvaguardar la vida y la libertad de la ciudadanía, mientras que organismos de derechos humanos han manifestado su preocupación por el riesgo de que tales acciones deriven en violaciones de derechos fundamentales.

### Rechazo a la dicotomía capitalismo-socialismo
Algunos discursos realizados por Bukele han enfatizado la superación del tradicional antagonismo entre capitalismo y socialismo, argumentando que ambas ideologías responden a contextos históricos que no se ajustan a la realidad contemporánea. Bajo este planteamiento, el Bukelismo se presenta como una alternativa que promueve la libertad de mercado y la inversión privada, pero sin desatender la intervención estatal en políticas sociales y en la provisión de servicios de calidad. Analistas afirman que este rasgo ha ocasionado que distintos grupos políticos tradicionales no encajen fácilmente en la corriente que encabeza Bukele.

### Desarrollo económico y modernización
Otro elemento frecuentemente atribuido al Bukelismo es la búsqueda de modernización institucional y de proyectos que fomenten la inversión nacional y extranjera, desde la perspectiva de que un crecimiento económico sólido repercute en la calidad de vida de la población. Dado este enfoque, el Gobierno de Bukele ha impulsado la digitalización de servicios estatales y la adopción de bitcoin, acciones que han generado opiniones divididas: algunos sectores empresariales las celebran como ejemplos de innovación, mientras que algunos críticos señalan la falta de consensos internos.

### Provisión de servicios públicos
Entre las propuestas asociadas al Bukelismo se incluye la aspiración a crear espacios y servicios públicos cuya calidad rivalice con la de los ofrecidos por el sector privado. De acuerdo con notas periodísticas y declaraciones oficiales, la administración salvadoreña ha buscado mejorar el acceso a herramientas tecnológicas en la salud y la educación pública, por ejemplo con la entrega de tabletas y computadoras a estudiantes, con el argumento de brindar a la ciudadanía oportunidades que antes se encontraban fuera de su alcance.

Lo público debe ser mejor que lo privado.
Nayib Bukele durante su Investidura Presidencial.

### No injerencia y rechazo al neocolonialismo
En diferentes intervenciones, Bukele ha mostrado una postura firme frente a la injerencia extranjera en la toma de decisiones del país, criticando a lo que define como “doble moral” de algunos países desarrollados, que recomiendan ciertas políticas sin practicarlas ellos mismos. Analistas geopolíticos señalan que esta postura se enmarca en una tendencia regional a reclamar autonomía frente a las potencias tradicionales.

### Reconsideración de la historia reciente
Otro componente atribuido al Bukelismo es la reconsideración de ciertos hitos históricos, como los Acuerdos de Paz de 1992 en El Salvador. Bukele ha cuestionado la eficacia de dichos acuerdos y ha planteado la necesidad de reinterpretar el relato oficial para entender los problemas de violencia y pobreza que persistieron en la posguerra, permitiendo el desarrollo de las pandillas, erosionando el tejido social y la seguridad ciudadana. Este enfoque ha generado tensiones con actores y partidos políticos que participaron en los procesos de pacificación.

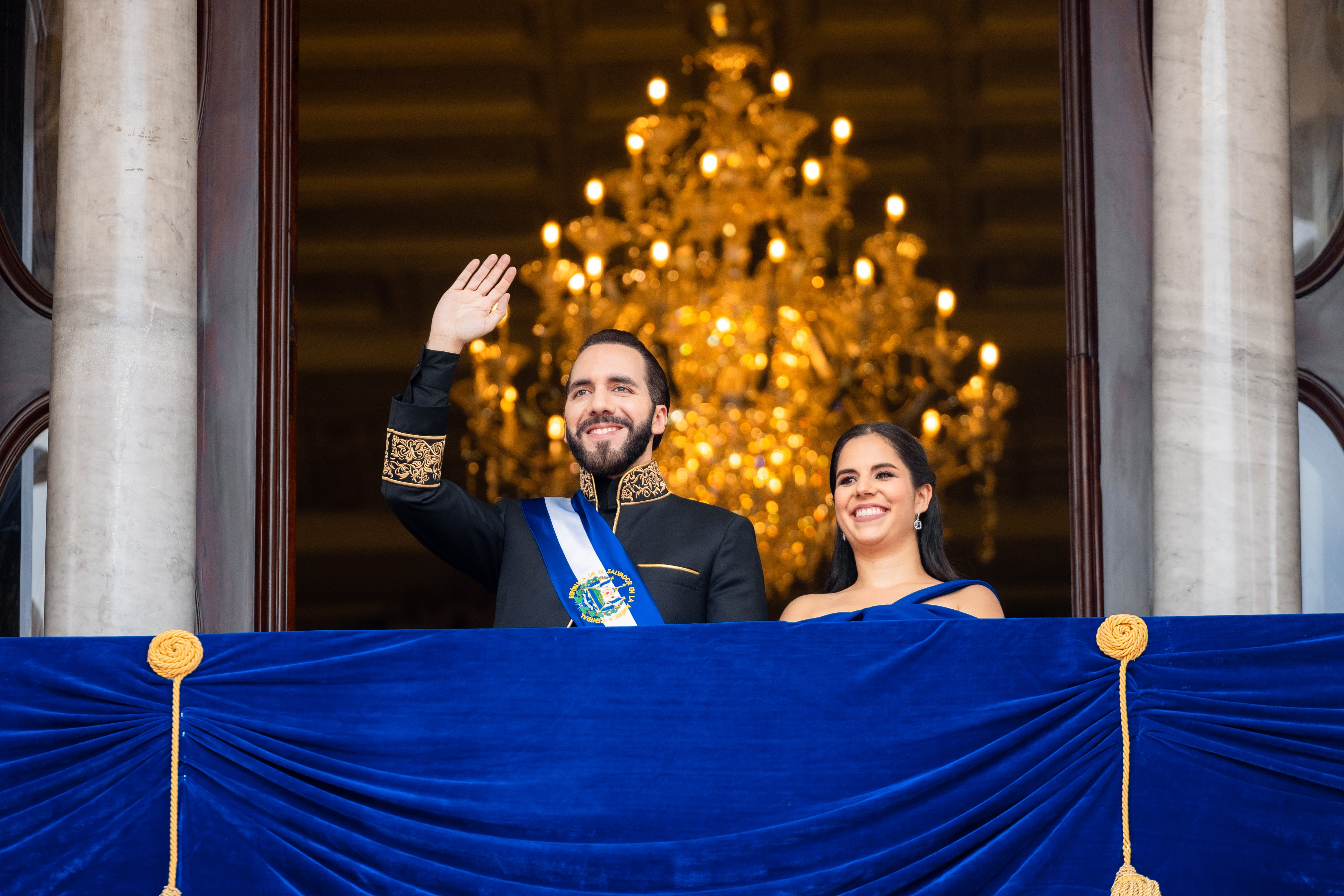
Nayib Bukele y Gabriela Rodríguez de Bukele durante su Investidura Presidencial.

### Democracia y reelección
El Bukelismo se caracteriza también por una flexibilidad sobre la reelección presidencial, afirmando que corresponde a la ciudadanía decidir —en elecciones libres— la continuidad de un presidente. En El Salvador, este asunto ha sido fuente de controversia, dado que sectores de la oposición política sostienen que el ordenamiento jurídico salvadoreño limitaba expresamente la reelección inmediata. Para simpatizantes de Bukele, en cambio, impedir que un gobernante se presente nuevamente contraviene los principios de la democracia y limita la expresión de la voluntad popular.

## Partidos Bukelistas
- Nuevas Ideas
- Gran Alianza por la Unidad Nacional

## Críticas y controversias
Aunque algunos sectores apoyan el conjunto de políticas que han sido denominadas Bukelismo, también reciben críticas por parte de organizaciones internacionales de derechos humanos, analistas políticos, sectores académicos locales y opositores políticos. Entre los principales señalamientos se encuentran:
- Concentración de poder: observadores temen que el Estado fuerte propuesto derive en un debilitamiento de la democracia, esto pese a que la llegada de Bukele a la presidencia salvadoreña y su reelección se suscitaron a través de elecciones calificadas por la comunidad internacional, como libres y democráticas.[20][21]
- Riesgos para los derechos humanos: Amnistía Internacional y otras ONG han expresado preocupación por el uso de regímenes de excepción para combatir el crimen organizado.[22]

Por otro lado, defensores del Bukelismo sostienen que los retos del país —en particular la alta criminalidad y la precariedad en servicios públicos— justifican la adopción de soluciones contundentes y rápidas. También argumentan que la aprobación popular refleja la legitimidad de su enfoque en ámbitos como la seguridad, turismo y la transformación digital.

## Recepción internacional y proyección
La comunidad internacional ha mostrado interés en ciertos resultados de las políticas de seguridad asociadas al Bukelismo, especialmente el descenso de los homicidios. Varios mandatarios han planteado la posibilidad de adoptar estrategias de “mano dura” contra el crimen. Asimismo, la retórica de no injerencia y el rechazo a lo que se califica como “neocolonialismo” han despertado debates sobre el equilibrio entre la soberanía de los Estados y el cumplimiento de compromisos internacionales en materia de derechos humanos.